# João de Lemos

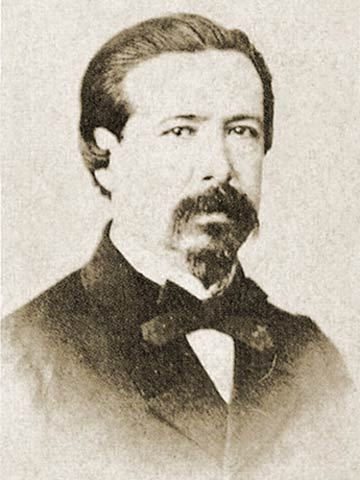
João de Lemos.jpg

João de Lemos (ur. 1819, zm. 1890) – poeta portugalski, jeden z przedstawicieli tak zwanego ultraromantyzmu, czyli drugiej fazy romantyzmu, mieszczącej się w latach 1850-1865. 

## Życiorys
João de Lemos Seixas Castelo Branco z wykształcenia był prawnikiem. Był przywódcą młodzieży literackiej w Coimbrze. Do 1848 roku wydawał czasopismo O Trovador (Trubadur). Potem kierował redakcją dziennika Nação (Naród). Miał konserwatywne poglądy. 

## Twórczość
W swojej twórczości João de Lemos zajmował się tematyką religijną, patriotyczną i  miłosną. Wydał między innymi tomiki O funeral e a pomba: poema em 5 cantos, Cancioneiro (1858-1867), składający się z trzech części: I - Flores e Amores, II - Religião e Pátria, III - Impressões e Recordações, O livro de Elisa: fragmentos (1869), Canções da tarde (1875), Serões de Aldeia (1876), O tio Damião: poema lírico (1886) i O Monge Pintor (1889). Do jego najbardziej znanych wierszy należy A lua de Londres, ułożony decymą.